# Казахское (Акмолинская область)
Казахское (каз. Қазақ) — село в Жаксынском районе Акмолинской области Казахстана. Входит в состав Тарасовского сельского округа. Код КАТО — 115274500.

## Население
В 1999 году население села составляло 143 человека (77 мужчин и 66 женщин). По данным переписи 2009 года, в селе проживало 126 человек (70 мужчин и 56 женщин).